# 李仙芝
李仙芝（？年—？年），成都府簡州人，清朝政治人物。

## 生平
由乾隆四十五年庚子科舉人，嘉慶元年任四川順慶府岳池縣訓導。